# Love Song (canção de Luna Sea)
"Love Song" é o décimo quarto single da banda japonesa de rock Luna Sea, lançado em 8 de novembro de 2000 pela Universal e não incluído em nenhum álbum. Se tornou o último single da banda até então, pois eles deram uma entrevista de imprensa no dia de seu lançamento e anunciaram que se separariam. Mais tarde, se reuniram em 2010 e lançaram "The One -Crash to Create-" em 2012.  "Love Song" alcançou a quarta posição nas paradas da Oricon Singles Chart e permaneceu por cinco semanas.

## Visão geral
"Love Song" foi originalmente escrita e composta por Sugizo. Ele escreveu primeiro a parte do violão e depois o final da canção. A seguir vieram os vocais, depois o arranjo da banda. O solo de guitarra foi a última parte a ser criada. Embora a música seja do período de gravação do Lunacy, ela não foi incluída no álbum. Seu videoclipe foi dirigido por Shūichi Tan.
O single foi lançado em 8 de novembro de 2000 pela Universal. No mesmo dia, o Luna Sea deu uma entrevista coletiva de emergência em Hong Kong, onde anunciaram que se separariam no mês seguinte.
"Into the Sun" é uma faixa de 16 batidas, originalmente escrita e composta por J. Ele sente que "Anthem of Light" do álbum do A Will de 2013 é uma resposta a "Into the Sun". O escritor de ambos afirmou ser este o motivo pelo qual as duas faixas têm ritmos e batidas semelhantes.
"Until the Day I Die" foi originalmente composta pelo vocalista Ryuichi. Além da voz, a música inclui apenas apresentações de violão de Inoran e violino de Sugizo.

## Recepção e legado
O single alcançou a quarta posição na Oricon Singles Chart e permaneceu nas paradas por cinco semanas.
Kannivalism fez um cover de "Love Song" para o álbum de tributo de 2007 Luna Sea Memorial Cover Album.

## Faixas
Todas as letras escritas por Ryuichi. 
| N.º            | Título                | Música         | Duração |  |
| 1.             | "Love Song"           | Sugizo         | 7:10    |  |
| 2.             | "Into the Sun"        | J              | 7:09    |  |
| 3.             | "Until the Day I Die" | Ryuichi        | 5:03    |  |
| Duração total: | Duração total:        | Duração total: | 19:22   |  |

## Ficha técnica
Luna Sea
- Ryuichi - vocais
- Sugizo - guitarra
- Inoran - guitarra
- J - baixo
- Shinya Yamada - bateria

## Desempenho nas paradas
| Parada (2000)                | Posição de pico |
| ---------------------------- | --------------- |
| Japão (Oricon Singles Chart) | #4              |